# Улица Козлова (Санкт-Петербург)
Улица Козло́ва — улица в Кировском районе Санкт-Петербурга (округ Ульянка). Проходит от улицы Солдата Корзуна до проспекта Народного Ополчения.

## История
Получила название в 1968 году в честь председателя исполкома Ленинградского областного совета Григория Ивановича Козлова (1912—1968).

## География

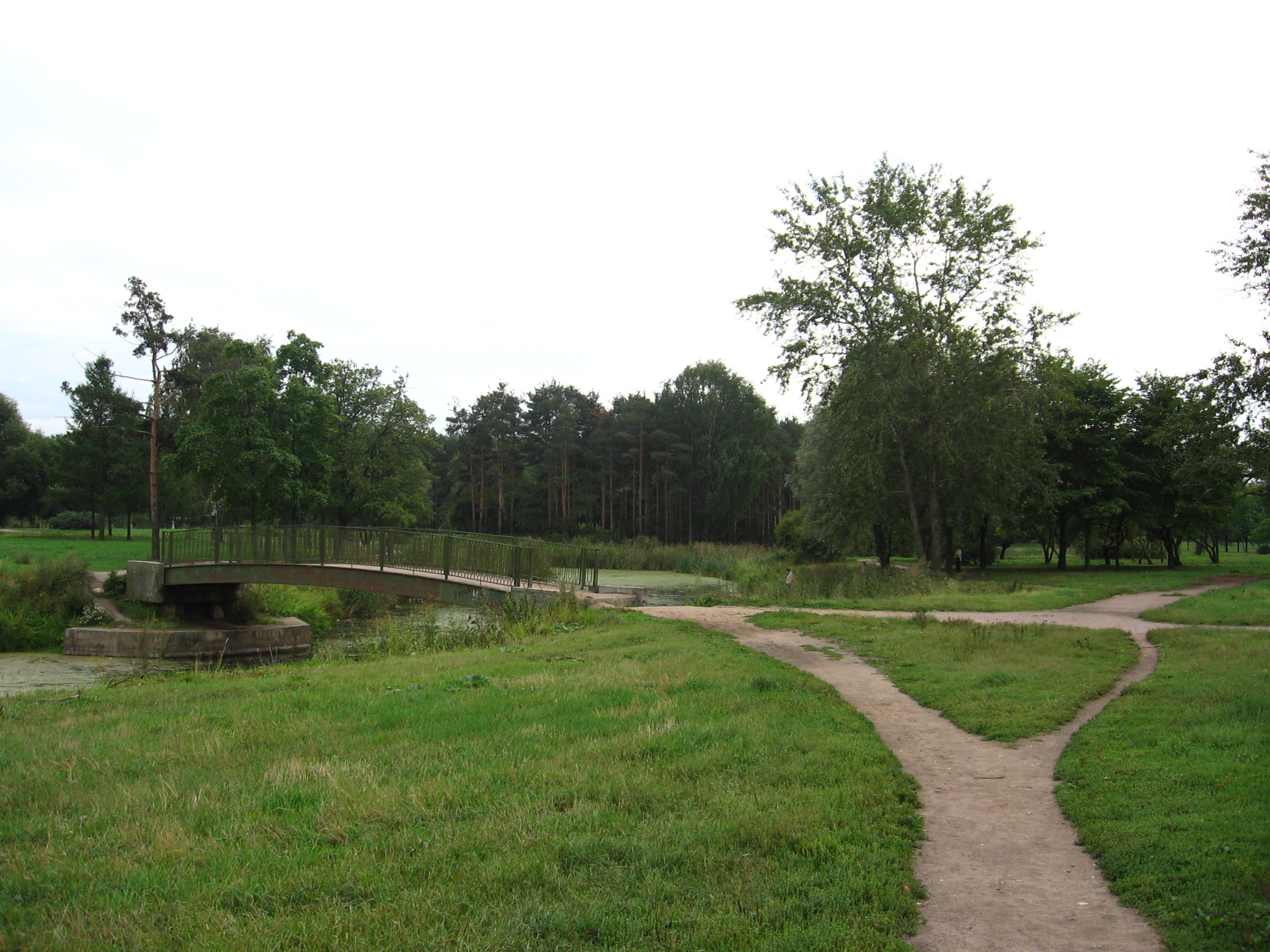
Парк Александрино

Улица Козлова, за исключением начального участка, отходящего от улицы Солдата Корзуна и присоединённого к ней в 2017 году, пролегает с севера на юг (по нумерации домов) вдоль западной границы парка Александрино. Нечётная (западная) сторона улицы застроена типичными крупнопанельными домами 600-й серии («корабли») и серии 1-ЛГ-504, например д. 33/1. На чётной (восточной) стороне расположены массивы лесопарка, поэтому строения на ней практически отсутствуют. В глубь парка от улицы Козлова отходят одиннадцать пешеходных дорожек, а также бывшая Речная улица (в северной оконечности), которая выходит к Чернышёвой даче.

## Здания и сооружения
Нечётная сторона:
- д. 33/2 — ГДОУ Детский сад № 39 Кировского района
- д. 37/1 — ГОУ Школа № 250 Кировского района
- д. 47 — ГОУ Школа № 506 Кировского района
- д. 47/2 — ГДОУ Детский сад № 14 Кировского района

Чётная сторона:
- Лесопарк Александрино
- д. 20

## Транспорт
- Метро: «Проспект Ветеранов» (1800 м)
- Платформы: Ульянка (620 м)

На пересечении с проспектом Ветеранов:
- Маршрутные такси: № 105А, 486В, 631, 635, 639Б, 650Б, 650В.
- Автобусы: № 52, 68, 68А, 81, 88, 103, 130, 145, 145Б, 160, 181, 246, 265, 284, 297, 329, 345
- Троллейбус: № 20, 29, 37, 44, 46

На пересечении с проспектом Народного Ополчения:
- Автобусы: № 18, 89, 256

## Пересечения

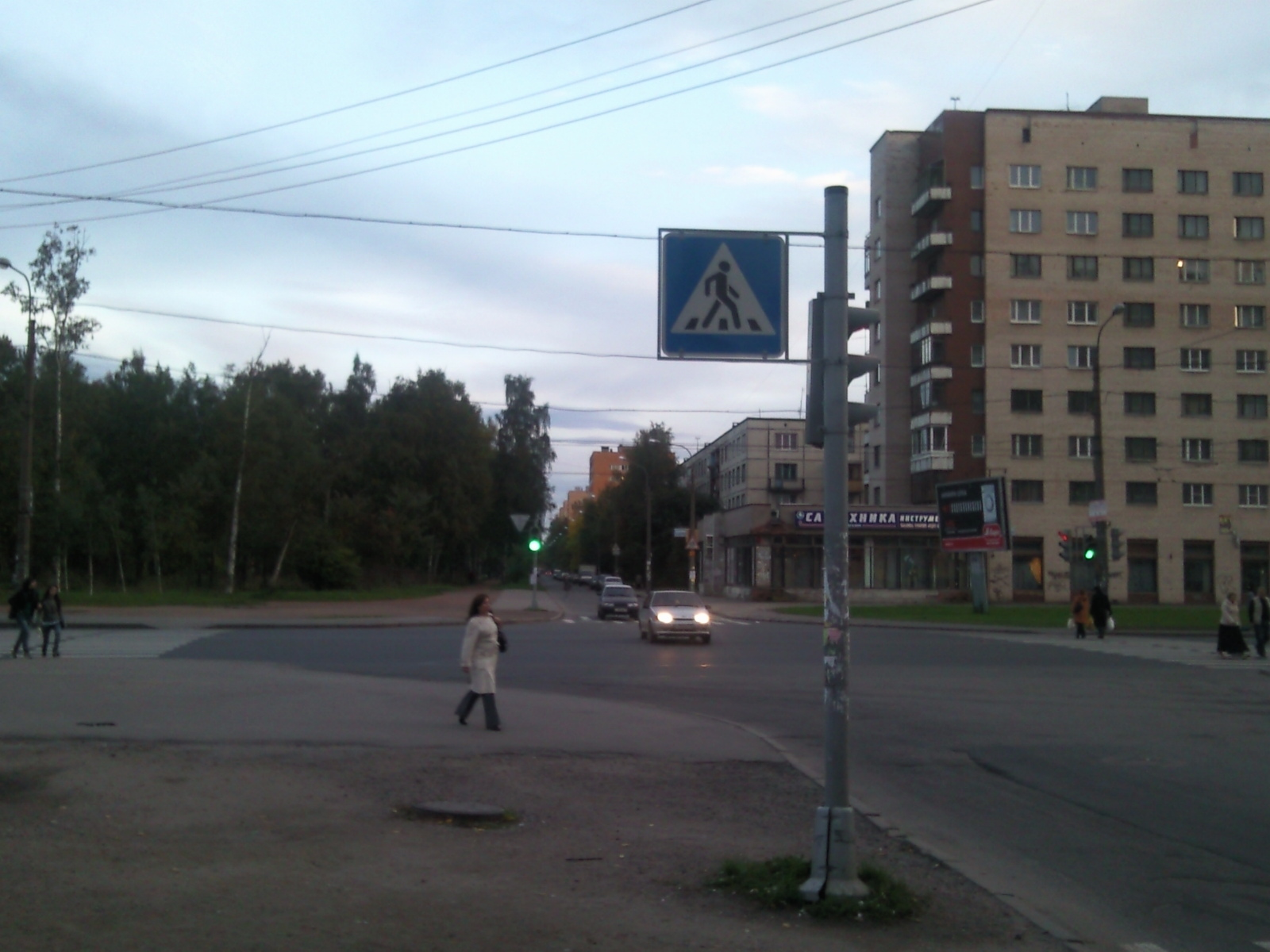
Пересечение с проспектом Ветеранов

С севера на юг (по нумерации домов):
- улица Солдата Корзуна
- проспект Ветеранов
- проспект Народного Ополчения